# Федеральный судья
Федеральный судья — должность в судебных системах разных стран, в частности, в Бразилии, США и Канаде. Термин применяется к тем судьям, которые назначаются федеральным правительством, в отличие от судей, назначаемых или выбираемых на более низком уровне: в штате, в провинции, в органах местного самоуправления.

## ВРоссии
В судебной системе Российской Федерации не определено понятие «федерального судьи», но предусмотрена должность судьи федерального суда. При этом все судьи в Российской Федерации обладают единым статусом (ст. 2 ч. 1 закона «О статусе судей в РФ»). По состоянию на 2009 год в стране было 23297 федеральных судей в системе судов общей юрисдикции. Судьи федеральных судов назначаются Президентом РФ, а судьи Конституционного и Верховного суда — Советом Федерации.

## ВБразилии
Согласно Федеральной конституции, судья является органом судебной власти. Таким образом, он является агентом государства, ответственным за окончательное изложение Закона. В частности, в случае Федерального суда судья несет ответственность за рассмотрение действий, в которых так или иначе заинтересован Союз, его автаркии и федеральные публичные компании. Кроме того, он также рассматривает другие вопросы, такие как дела с участием иностранных государств, споры о правах коренных народов, дела, связанные с гражданством и натурализацией, а также исполнение иностранных судебных решений.
По уголовным делам, среди прочего, он рассматривает политические преступления и уголовные преступления, совершенные в ущерб товарам, услугам или интересам Союза или его муниципальных образований или государственных компаний, преступления против организации труда и, как правило, преступления, совершенные на борту кораблей или самолетов.

## США
Назначается Президентом США и утверждается Сенатом США в соответствии с третьей статьёй Конституции. В состав Верховного суда США в настоящее время входит 9 судей. Судьи 13 окружных апелляционных судов и 94 федеральных окружных судов также назначаются президентом и потому также являются «федеральными судьями» (или судьями третьей статьи). Федеральные судьи в США назначаются пожизненно (возможен импичмент через Конгресс США).
В настоящее время к судьям третьей статьи (Article III judge) относят 807 судей: 9 в Верховном суде, 179 в окружных апелляционных судах, 673 в федеральных окружных судах и 9 судей в федеральном суде по вопросам международной торговли.